# 植民地時代に創立したアメリカ合衆国の大学の一覧

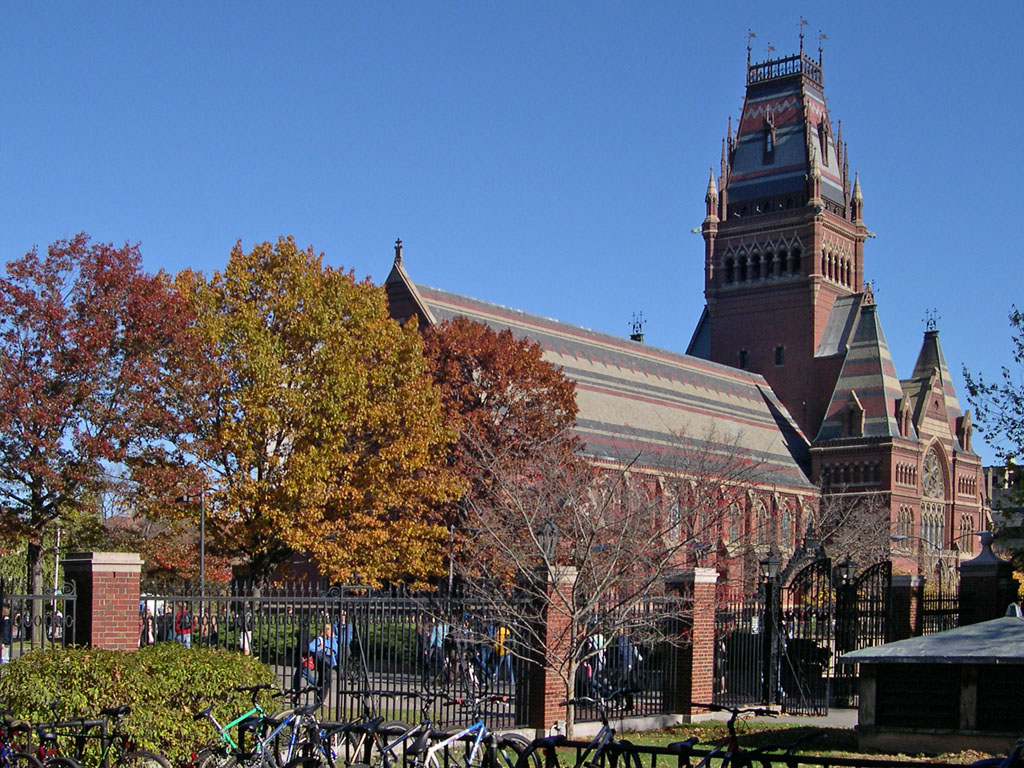
全米最古の大学、ハーバード大学

本項目は、植民地時代に創立したアメリカ合衆国の大学の一覧（しょくみんちじだいにそうりつしたアメリカがっしゅうこくのだいがくのいちらん）である。
アメリカ合衆国内には、1776年のアメリカ合衆国独立時までに創立した大学は18校ある。そのうち、ハーバード大学、ウィリアム・アンド・メアリー大学、イェール大学、ペンシルベニア大学、プリンストン大学、コロンビア大学、ブラウン大学、ラトガース大学、ダートマス大学の9校は、正式な学位を授与する大学としての認可をアメリカ合衆国独立以前に受けており、特にコロニアル・カレッジ（Colonial College）と呼ばれている。アイビー・リーグの8校のうち、コーネル大学を除く7校はすべてコロニアル・カレッジである（コーネル大学の創立は1865年である）。
これらの大学はすべて私立の大学、もしくはグラマースクール等の学校として創設され、その多くは現在でも私立大学である。しかし、後にデラウェア大学は半官半民という形に移行し、ウィリアム・アンド・メアリー大学およびラトガース大学は州に移管されて州立大学となった。また、チャールストン大学は市に移管され、全米最初の市立大学となった。
| 大学名                           | 英語名                        | 所在地                                     | 創立年 | 認可年 | アイビー・リーグ | コロニアル・カレッジ |
| -------------------------------- | ----------------------------- | ------------------------------------------ | ------ | ------ | ---------------- | -------------------- |
| ハーバード大学                   | Harvard University            | マサチューセッツ州ケンブリッジ             | 1636年 | 1650年 | ○                | ○                    |
| ウィリアム・アンド・メアリー大学 | College of William & Mary     | バージニア州ウィリアムズバーグ             | 1693年 | 1693年 |                  | ○                    |
| セントジョンズ大学               | St. John's College            | メリーランド州アナポリス                   | 1696年 | 1784年 |                  |                      |
| イェール大学                     | Yale University               | コネチカット州ニューヘイブン               | 1701年 | 1701年 | ○                | ○                    |
| ワシントン大学                   | Washington College            | メリーランド州チェスタータウン             | 1723年 | 1782年 |                  |                      |
| ペンシルベニア大学               | University of Pennsylvania    | ペンシルベニア州フィラデルフィア           | 1740年 | 1755年 | ○                | ○                    |
| モラヴィアン大学                 | Moravian College              | ペンシルベニア州ベスレヘム                 | 1742年 | 1863年 |                  |                      |
| デラウェア大学                   | University of Delaware        | デラウェア州ニューアーク                   | 1743年 | 1833年 |                  |                      |
| プリンストン大学                 | Princeton University          | ニュージャージー州プリンストン             | 1746年 | 1746年 | ○                | ○                    |
| ワシントン・アンド・リー大学     | Washington and Lee University | バージニア州レキシントン                   | 1749年 | 1782年 |                  |                      |
| コロンビア大学                   | Columbia University           | ニューヨーク州ニューヨーク市マンハッタン区 | 1754年 | 1754年 | ○                | ○                    |
| ブラウン大学                     | Brown University              | ロードアイランド州プロビデンス             | 1764年 | 1764年 | ○                | ○                    |
| ラトガース大学                   | Rutgers University            | ニュージャージー州ニューブランズウィック   | 1766年 | 1766年 |                  | ○                    |
| ダートマス大学                   | Dartmouth College             | ニューハンプシャー州ハノーバー             | 1769年 | 1769年 | ○                | ○                    |
| チャールストン大学               | College of Charleston         | サウスカロライナ州チャールストン           | 1770年 | 1785年 |                  |                      |
| セーラム女子大学                 | Salem College                 | ノースカロライナ州ウィンストン・セーラム   | 1772年 | 1866年 |                  |                      |
| ディッキンソン大学               | Dickinson College             | ペンシルベニア州カーライル                 | 1773年 | 1783年 |                  |                      |
| ハンプデン・シドニー大学         | Hampden–Sydney College        | バージニア州ハンプデン・シドニー           | 1775年 | 1783年 |                  |                      |